# BS-64 Podmoskovje
BS-64 Podmoskovje (rusko БС-64 Подмосковье) je strateška jedrska podmornica razreda Delfin Ruske vojne mornarice. Poimenovana je bila po oblasti Podmoskovje. Projekt je razvil konstruktorski biro Rubin, glavni konstruktor pa je bil Sergej Nikitič Kovaljov. Njen gredelj je bil položen 18. decembra 1982, splavljena je bila 2. februarja 1986, predaja vojni mornarici pa je bila 23. decembra 1986 in podmornica je postala operativna v 31. diviziji podmornic Severne flote v Gadžijevem.
Leta 1999 je bila umaknjena iz uporabe zaradi predelave. Postala je podmornica za posebne potrebe, nosilka mini podmornic, namenjenih raziskovanju, iskanju in reševanju ter vohunstvu in globokomorske podmornice Lošarik. Leta 2002 je bilo ime podmornice spremenjeno iz K-64 v BS-64, leta 2008 pa je dobila ime Podmoskovje. Po predelavi v ladjedelnici Zvjozdočka, je bila ponovno splavljena 11. avgusta 2015. Oktobra 2016 se je začelo preizkušanje v Belem morju, decembra istega leta pa je postala ponovno del vojne mornarice.
Je del 29. divizije podmornic Severne flote.